# Катаев, Евгений Фёдорович
Евге́ний Фёдорович Ката́ев (1 января 1914 года, Керчомская волость, Вологодская губерния, — 20 сентября 1972 года, Сыктывкар) — советский государственный деятель.

## Биография
Родился в бедной крестьянской семье. Член ВКП(б) с 1939 года. С 1939 года на советской и партийной работе: председатель Усть-Вымского, Сыктывкарского райисполкомов, 1-й секретарь Сыктывкарского райкома КПСС. В 1952—1954 годах — заместитель председателя Совета министров Коми АССР. В 1954—1962 годах — секретарь, 2-й секретарь Коми обкома КПСС (1959—1962). Окончил Сыктывкарскую совпартшколу в 1952 году и Заочную высшую партийную школу при ЦК КПСС в 1955 году.
В 1962—1963 годах — первый заместитель председателя Совета министров, министр производства и заготовок сельскохозяйственных продуктов Коми АССР.
С 21 марта 1963  по 20 сентября 1972 года — председатель Президиума Верховного Совета Коми АССР  6-8 созывов, заместитель председателя Президиума Верховного Совета РСФСР; с 14 ноября по 23 декабря 1966 года номинально возглавлял Президиум Верховного Совета РСФСР.
Избирался депутатом (от Коми АССР) Совета Национальностей Верховного Совета СССР 4-го созыва (1954—1958); депутатом Верховного Совета РСФСР 5-го (1959—1963), 6-го (1963—1967), 7-го (1967—1971) и 8-го (с 1971) созывов; депутатом Верховного Совета Коми АССР (1951—1971). Делегат XXII и XXIV съездов КПСС, кандидат в члены и член бюро обкома КПСС (1952—1972).

## Награды
- два ордена Трудового Красного Знамени (1957, 1971)
- два ордена «Знак Почёта» (1946, 1964)
- медали
- Заслуженный работник народного хозяйства Коми АССР.

## Память
В честь Катаева названа улица Катаева в Сыктывкаре и установлен в 1977 году мемориальный знак на здании станции переливания крови в начале улицы (уничтожен вандалами в 1990-е годы).